# Síh růžový
Síh růžový (Coregonus johannae) byla sladkovodní ryba z rodu síh. Vyskytoval se ve Velkých jezerech v Severní Americe. 

## Popis
Síh růžový byl jedním z největších síhů z Velkých jezer, průměrně dorůstal 29 cm a váhy 680 g. Od ostatních síhů se lišil poměrně dlouhými prsními ploutvemi a nepigmentovanými čelistmi. Barvu šupin měl do stříbřita se slabým růžovým nebo fialovým nádechem. Tělo bylo nazelenalé nebo namodralé, s bílými spodními partiemi.

## Výskyt
Žil převážně v jezerech Huron a Michigan v hloubce od 50 do 160 metrů.

## Rozmnožování a potrava
Období tření bylo koncem léta od poloviny srpna do konce září. Hlavní potravu tvořili malí korýši a mlži.

## Vyhubení
Síh růžový byl vyhuben převážně kvůli rybolovu, který decimoval populaci od 19. století. Dalšími důvody jeho vyhynutí byla hybridizace s Coregonus hoyi a parazitování mihulí mořskou. Naposledy byl spatřen roku 1951 v Michiganském jezeře a v Huronském roku 1952, přičemž vzácným se stal již na začátku 20. století.